# La casa di vetro (romanzo)
La casa di vetro (The Glass Room) è un romanzo di Simon Mawer del 2009, considerato tra i finalisti del Booker Prize di quell'anno.

## Trama
I Landauer, una coppia sposata da poco, affidano all'architetto tedesco Rainer von Abt la commissione per costruire una casa moderna in Cecoslovacchia. Casa Landauer, ispirata alla Villa Tugendhat, diventa un capolavoro minimalista, con una camera di vetro trasparente al suo centro. La seconda guerra mondiale arriva, e i Landauer devono emigrare, con la loro felicità e i loro ideali a brandelli. Mentre i Landauer sopravvivono all'estero, la loro casa passa attraverso una serie di nuovi proprietari, e ogni nuovo inquilino rimane sotto l'incantesimo della stanza di vetro.

## Edizioni
- Simon Mawer, La casa di vetro, Vicenza, Pozza, 2009,  p. 451, ISBN 978-88-545-0332-8.